# Milk River (Alberta)
Pour les articles homonymes, voir Milk River.
Milk River est une ville (town) du Comté de Warner No 5, située dans la province canadienne d'Alberta.

## Démographie
En tant que localité désignée dans le recensement de 2011, Milk River a une population de 811 habitants dans 357 de ses 418 logements, soit une variation de -0,6 % avec la population de 2006. Avec une superficie de 2,387 9 km2, la ville possède une densité de population de 339,629 0 hab/km2 en 2011.
Concernant le recensement de 2006, Milk River abritait 816 habitants dans 381 de ses 443 logements. Avec une superficie de 2,387 9 km2, la ville possédait une densité de population de 341,7 hab/km2 en 2006.
| 2001 | 2006 | 2011 | 2016 |
| ---- | ---- | ---- | ---- |
| 879  | 816  | 811  | 827  |